# Secrétaire d'État pour l'Écosse
Le secrétaire d'État pour l'Écosse (Secretary of State for Scotland en anglais et Rùnaire Stàite na h-Alba en gaélique) est, dans le gouvernement du Royaume-Uni, le ministre responsable de l'Écosse, à la tête du Bureau pour l'Écosse (Scotland Office).
Il est responsable devant le Parlement du Royaume-Uni, mais pas devant le Parlement écossais. Il est chargé de représenter les intérêts de l’Écosse devant le Cabinet.

## Liste des secrétaires d'État pour l'Écosse

### Secrétaires d'État pour l'Écosse (1707-1746)
John Erskine, comte de Mar servait déjà comme secrétaire d'État alors que l'Écosse était encore indépendante, depuis 1705. Il conserva son poste après l'Acte d'Union en 1707, étrennant ainsi le poste au sein du tout nouveau Royaume de Grande-Bretagne.
| Nom | Nom           | Mandat            | Mandat            |
| --- | ------------- | ----------------- | ----------------- |
|     | John Erskine  | 1er mai 1707      | 3 février 1709    |
|     | James Douglas | 3 février 1709    | 6 juillet 1711    |
|     | John Erskine  | 30 septembre 1713 | 24 septembre 1714 |
|     | James Graham  | 24 septembre 1714 | août 1715         |
|     | John Ker      | 13 décembre 1716  | août 1725         |
|     | Vacant        |                   |                   |
|     | John Hay      | 16 février 1742   | 3 janvier 1746    |

Ce poste n'exista plus à la suite de la rébellion jacobite survenue en 1745. Ses compétences furent alors exercées au sein du secrétariat d'État à l'Intérieur, plus précisément par le Lord Advocate. Cela perdura jusqu'en 1885 où ce poste spécifique fut recréé sous le nom simplifié de Secrétaire pour l'Écosse.

### Secrétaires pour l'Écosse (1885-1926)
| Nom | Nom | Nom                    | Mandat           | Mandat          | Parti              |
| --- | --- | ---------------------- | ---------------- | --------------- | ------------------ |
|     |     | Charles Gordon-Lennox  | 17 août 1885     | 28 janvier 1886 | Parti conservateur |
|     |     | George Trevelyan       | 8 février 1886   | mars 1886       | Parti libéral      |
|     |     | John Ramsay            | 5 avril 1886     | 20 juillet 1886 | Parti libéral      |
|     |     | Arthur Balfour         | 5 août 1886      | 11 mars 1887    | Parti conservateur |
|     |     | Schomberg Kerr         | 11 mars 1887     | 11 août 1892    | Parti unioniste    |
|     |     | George Trevelyan       | 18 août 1892     | 21 juin 1895    | Parti libéral      |
|     |     | Alexander Bruce        | 29 juin 1895     | 9 octobre 1903  | Parti unioniste    |
|     |     | Andrew Murray          | 9 octobre 1903   | 2 février 1905  | Parti conservateur |
|     |     | John Hope              | 2 février 1905   | 4 décembre 1905 | Parti conservateur |
|     |     | John Sinclair          | 10 décembre 1905 | 13 février 1912 | Parti libéral      |
|     |     | Thomas McKinnon Wood   | 13 février 1912  | 9 juillet 1916  | Parti libéral      |
|     |     | Harold Tennant         | 9 juillet 1916   | 5 décembre 1916 | Parti libéral      |
|     |     | Robert Munro           | 10 décembre 1916 | 19 octobre 1922 | Parti libéral      |
|     |     | Ronald Munro-Ferguson  | 24 octobre 1922  | 22 janvier 1924 | sans étiquette     |
|     |     | William Adamson        | 22 janvier 1924  | 3 novembre 1924 | Parti travailliste |
|     |     | John Gilmour, baronnet | 6 novembre 1924  | 26 juillet 1926 | Parti unioniste    |

### Secrétaires d'État pour l'Écosse (depuis 1926)
| Nom | Nom | Nom                 | Mandat            | Mandat            | Parti                  | Gouvernement                |
| --- | --- | ------------------- | ----------------- | ----------------- | ---------------------- | --------------------------- |
|     |     | John Gilmour        | 15 juillet 1926   | 4 juin 1929       | Parti unioniste        | Baldwin                     |
|     |     | William Adamson     | 7 juin 1929       | 24 août 1931      | Parti travailliste     | MacDonald                   |
|     |     | Archibald Sinclair  | 25 août 1931      | 28 septembre 1932 | Parti libéral          | MacDonald                   |
|     |     | Godfrey Collins     | 28 septembre 1932 | 29 octobre 1936   | Parti national-libéral | MacDonald puis Baldwin      |
|     |     | Walter Elliot       | 29 octobre 1936   | 16 mai 1938       | Parti unioniste        | Baldwin puis Chamberlain    |
|     |     | John Colville       | 6 mai 1938        | 10 mai 1940       | Parti unioniste        | Chamberlain                 |
|     |     | Ernest Brown        | 14 mai 1940       | 8 février 1941    | Parti national-libéral | Churchill                   |
|     |     | Thomas Johnston     | 8 février 1941    | 23 mai 1945       | Parti travailliste     | Churchill                   |
|     |     | Harry Primrose      | 25 mai 1945       | 26 juillet 1945   | Parti national-libéral | Churchill                   |
|     |     | Joseph Westwood     | 3 août 1945       | 7 octobre 1947    | Parti travailliste     | Attlee                      |
|     |     | Arthur Woodburn     | 7 octobre 1947    | 28 février 1950   | Parti travailliste     | Attlee                      |
|     |     | Hector McNeil       | 28 février 1950   | 26 octobre 1951   | Parti travailliste     | Attlee                      |
|     |     | James Stuart        | 30 octobre 1951   | 13 janvier 1957   | Parti unioniste        | Churchill puis Eden         |
|     |     | John Maclay         | 13 janvier 1957   | 13 juillet 1962   | Parti unioniste        | Macmillan                   |
|     |     | Michael Noble       | 13 juillet 1962   | 16 octobre 1964   | Parti unioniste        | Macmillan puis Douglas-Home |
|     |     | Willie Ross         | 18 octobre 1964   | 19 juin 1970      | Parti travailliste     | Wilson                      |
|     |     | Gordon Campbell     | 20 juin 1970      | 4 mars 1974       | Parti conservateur     | Heath                       |
|     |     | Willie Ross         | 5 mars 1974       | 8 avril 1976      | Parti travailliste     | Wilson                      |
|     |     | Bruce Millan        | 8 avril 1976      | 4 mai 1979        | Parti travailliste     | Callaghan                   |
|     |     | George Younger      | 5 mai 1979        | 11 janvier 1986   | Parti conservateur     | Thatcher                    |
|     |     | Malcolm Rifkind     | 11 janvier 1986   | 28 novembre 1990  | Parti conservateur     | Thatcher                    |
|     |     | Ian Lang            | 28 novembre 1990  | 5 juillet 1995    | Parti conservateur     | Major 1 et 2                |
|     |     | Michael Forsyth     | 5 juillet 1995    | 2 mai 1997        | Parti conservateur     | Major                       |
|     |     | Donald Dewar        | 2 mai 1997        | 17 mai 1999       | Parti travailliste     | Blair                       |
|     |     | John Reid           | 17 mai 1999       | 25 janvier 2001   | Parti travailliste     | Blair                       |
|     |     | Helen Liddell       | 25 janvier 2001   | 13 juin 2003      | Parti travailliste     | Blair                       |
|     |     | Alistair Darling    | 13 juin 2003      | 5 mai 2006        | Parti travailliste     | Blair                       |
|     |     | Douglas Alexander   | 5 mai 2006        | 28 juin 2007      | Parti travailliste     | Blair                       |
|     |     | Des Browne          | 28 juin 2007      | 3 octobre 2008    | Parti travailliste     | Brown                       |
|     |     | Jim Murphy          | 3 octobre 2008    | 11 mai 2010       | Parti travailliste     | Brown                       |
|     |     | Danny Alexander     | 12 mai 2010       | 29 mai 2010       | Démocrates libéraux    | Cameron                     |
|     |     | Michael Moore       | 29 mai 2010       | 7 octobre 2013    | Démocrates libéraux    | Cameron                     |
|     |     | Alistair Carmichael | 7 octobre 2013    | 8 mai 2015        | Démocrates libéraux    | Cameron                     |
|     |     | David Mundell       | 11 mai 2015       | 24 juillet 2019   | Parti conservateur     | Cameron May                 |
|     |     | Alister Jack        | 24 juillet 2019   | 5 juillet 2024    | Parti conservateur     | Johnson Truss Sunak         |
|     |     | Ian Murray          | 5 juillet 2024    | En fonction       | Parti travailliste     | Starmer                     |